# Plýtvání potravinami v Číně
Plýtvání potravinami v Číně narušuje potravinovou bezpečnost. Jejich řešení může přinést ekonomické, sociální a environmentální přínosy.
Více než polovina celosvětového potravinového odpadu přichází z Asie. Čína je jednou z hlavních zemí, která každoročně přispívá obrovským množstvím vyhozených potravin. Vyprodukuje se zde 25 % světového komunálního odpadu, většinu tvoří potraviny. Města v Číně každý den vyprodukují 50 tun potravinového odpadu. Větší města, jako je Peking a Šanghaj, za den vyprodukují až 2000 tun odpadu.

## Plýtvání v číslech
V roce 2015 se vyplýtvalo až 18 milionů tun potravin, dostatek na uživení kolem 40 milionů lidí. V roce 2016 se ve velkých městech vyprodukovalo přibližně 88,6 milionů tun potravinového odpadu. Což mohlo být způsobeno projevy bohatství, pohodlím nebo zvýšenou dostupností potravin. Je pravděpodobné, že toto číslo poroste s rostoucí čínskou ekonomikou, rozšiřováním urbanizace a zlepšováním životní úrovně.
Celkově se vyplýtvá tolik potravin, že by to zasytilo více než 100 milionů lidí. To je více než 35 milionů tun potravinového odpadu.
Z celkového množství vyprodukovaných potravin se přes 6 % vyplýtvá předtím, než dojde k jeho spotřebě. Nejvíce potravinového odpadu pochází z restaurací, které průměrně vyhodí třetinu podávaného jídla. Podle průzkumu se ze základních potravin plýtvá nejvíce potravinami jako jsou nudle nebo rýže a maso. Tyto potraviny představují 24 % a 18 % z celkového počtu plýtvaných potravin.

## Dosavadní snaha o snížení plýtvání potravinami

### Omezení zbytků potravin
V roce 2013 vznikla v Pekingu kampaň s názvem Empty Your Plate, která se snaží zamezit plýtvání potravinami. Povzbuzuje strávníky, aby omezili zbytky jídla. Kampaň začala jako příspěvek na blogu. Přilákala podporu od ústřední vlády, která později vydala řadu zásad, které naléhaly na restaurace, aby používaly menší porce. Objem potravinového odpadu je však stále obrovský.

### Využití švábů
Zvětšující se města produkují čím dál tím více potravinového odpadu, než kolik mohou ukládat na skládky. Švábi by mohli být způsobem, jak se toho odpadu zbavit. 
Závod společnosti Shandong Qiaobin Agricultural Technology ve městě Ťi-nan obsahuje miliardu švábů, kteří za den zkonzumují přes 50 tun kuchyňských zbytků. Snižuje se tak množství potravin na skládkách. Společnost také každoročně prodá množství mrtvých švábů jako krmivo pro zvířata. V následujících letech plánují vybudovat další tři takové závody. Jejich cílem je zpracovat třetinu kuchyňského odpadu vyprodukovaného ve městě Ťin-nan.
Samotní švábi však nejsou schopni vyřešit problém plýtvání potravinami. 